# Alexander Schifrin
Alexander Michailowitsch Schifrin (* 11. August 1901 in Charkow, Russisches Kaiserreich; † 8. Januar 1951 in New York City) (Pseudonyme Herbert Röhn, Max Werner) war ein deutsch-russischer Journalist, Publizist und politischer Theoretiker.

## Leben und Tätigkeit
Schifrin wurde im russischen Charkow geboren. Nach dem Schulbesuch studierte er an der Universität Charkow, die er mit einem Doktorgrad in Sozialwissenschaften verließ. Anschließend unterrichtete er Ökonomie. Als Anhänger der menschewikischen Richtung der russischen Sozialdemokratie wurde er Mitglied des Hauptkomitees der SDARP in der Ukraine und betätigte sich in der illegalen Untergrundarbeit der ukrainischen Menschewiki. 1922 wurde Schifrin verhaftet und zur Verbannung nach Sibirien verurteilt. Wie fast alle Mitglieder des Parteivorstands der russischen Menschewiki wurde er zur Ausreise gezwungen.
Nachdem Schifrin nach Palästina ausgewiesen wurde, ging er von dort nach Deutschland. Dort fand er rasch Anschluss an die deutsche Sozialdemokratie. Schifrin, der vielen zeitgenössischen Beobachtern als das intellektuelle Wunderkind der Exil-Menschewiki galt, wurde 1928 mit nicht einmal 30 Jahren zum fest angestellten Redakteur (z. T. heißt es sogar zum Mitherausgeber) der Mannheimer Volksstimme berufen. Außerdem war Schifrin in der Zeit der Weimarer Republik ein Beiträger der von Rudolf Hilferding herausgegebenen Zeitschrift Die Gesellschaft, des theoretischen Organs der SPD, so dass er Ende der 1920er Jahre zu einem führenden Theoretiker der sozialdemokratischen Linken in der Weimarer Republik wurde.
Nach der Machtergreifung der Nationalsozialisten im Frühjahr 1933 floh Schifrin aus Deutschland. Er emigrierte zunächst nach Paris und betätigte sich dort an der Seite Kurt Glasers im Vorstand der Pariser Gruppe der Revolutionären Sozialisten Deutschlands. Während dieser Zeit unterstützte Schifrin die Idee der Bildung einer sozialdemokratisch-kommunistischen Volksfront und setzte sich aktiv für ihre Verwirklichung ein. Er nahm an den Konferenzen des Vorläufigen Ausschusses zur Vorbereitung einer deutschen Volksfront in den Jahren 1935 und 1936 teil und warb in der deutschen Exilpresse für ein Zusammengehen der deutschen Arbeiterparteien.
Nach dem Scheitern dieser Bemühungen unterstütze Schifrin die Konzentrationsbestrebungen der sozialistischen Emigranten. Seit 1939 gehörte er der von Willi Münzenberg gegründeten Union franco-allemande an.
1940 zog Schifrin in die Vereinigten Staaten. Dort lebte er in New York, wo er als militärpolitischer Publizist unter dem Pseudonym Max Werner Beiträge für die Zeitschrift NEW Republic schrieb. Außerdem veröffentlichte er mehrere Bücher. Während des Kriegs trat er in deutschsprachigen Kurzwellensendungen auf, die die Columbia Broadcasting Station nach Europa funkte. 1951 starb er an Herzversagen.
Von den nationalsozialistischen Polizeiorganen wurde Schifrin nach seiner Emigration als Staatsfeind eingestuft: Im Frühjahr 1940 setzte das Reichssicherheitshauptamt in Berlin (das ihn irrtümlich in Großbritannien vermutete) Schifrin auf die Sonderfahndungsliste G.B., ein Verzeichnis von Personen, die im Falle einer erfolgreichen deutschen Invasion Großbritanniens durch die Sonderkommandos der SS-Einsatzgruppen mit besonderer Priorität ausfindig gemacht und verhaftet werden sollten.

## Schriften
Aufsätze:
- „Die Kolonialprobleme der Sowjetunion und die chinesische Revolution“, in: Der Kampf 21 (1928, Hegt 8/9, S. 345–359)
- „Parteiapparat und Parteidemokratie“, in: Die Gesellschaft, Band 1 (1930), S. 505–528.
- „Parteiprobleme nach den Wahlen“, in: Die Gesellschaft, 7/1930, S. 395–412 (Nachdruck in: Grebing: Auseinandersetzung mit dem Nationalsozialismus. S. 294–309)
- „Gedankenschatz des Hakenkreuzes“, in: Die Gesellschaft. Jg. 1931, Band 1, S. 97–116,
- „Wandlungen des Abwehrkampfes“, in: Die Gesellschaft. Jg. 1931, Band 1, S. 395–417.
- „Krisenfazit und Kampfperspektiven“, in: Die Gesellschaft 9. Jg. (1932) Band 2, Heft 12, S. 471ff.

Monographien:
- Der Aufmarsch zum Zweiten Weltkrieg, Straßburg 1938. (unter dem Pseudonym Max Werner)
  - englische Übersetzung: The Military Strength of the Powers. 1939.
- Sozialismus, Krieg und Europa, Straßburg 1938.
- Battle for the World. The Strategy and Diplomacy of the Second World War, London 1941. (unter dem Pseudonym Max Werner)
- The Great Offensive. The Strategy of Coalition Warfare, New York 1942.